# Adoum Maurice Hél-Bongo
Adoum Maurice Hél-Bongo, né à Sarh en 1930 et décédé le 19 janvier 2010 à Genève en Suisse, est un homme politique tchadien, ancien ministre l'Économie et des Finances, ancien ministre de la Santé publique et des Affaires sociales et haut fonctionnaire tchadien du Bureau international du travail (BIT).

## Biographie

### Formation
Adoum Maurice Hél-Bongo nait en 1930 à Sarh. Il est diplômé de l'École coloniale, puis École nationale de la France d'outre-mer, promotion 1958-1959. Au cours de ses années d'études en droit à Paris, il a été le Président de l'Association des étudiants tchadiens en France.

### Carrière
Il commence sa carrière au Tchad, où il occupe plusieurs postes au sein du gouvernement, notamment au ministère de l’Économie et des Finances ainsi qu’au ministère de l’Agriculture et de l’Élevage. De 1964 à 1977, il est ministre de la Santé publique et des Affaires sociales,.
En 1967, il rejoint l’Organisation internationale du travail (OIT) en tant que directeur du bureau régional de Dakar. Il est ensuite affecté à Genève, où il dirige l’unité Afrique au Bureau de la coordination des activités pratiques, puis le Service de liaison africain du BIT. Entre 1981 et 1990, il a été à la tête de la Branche des coopératives de l’OIT.
Après sa retraite, il est rappelé pour présider le Conseil national souverain en 1993, chargé d’élaborer un projet de Constitution pour le Tchad,. Homme pollitique occupant le poste du premier vice president au sein du MJDT qui a ensuite demissionné du mouvement en raison de la guerre des clans en avril 2003. En reconnaissance de son engagement, il reçoit la Palme d’honneur de la mairie d'Onex (canton de Genève) en 2008, et est invité à prononcer un discours lors de la célébration de la fête nationale suisse, le 1er août de la même année. Il meurt le 19 janvier 2010 à Genève à l'âge de 80 ans.